# А.И.М.
А.И.М. (англ. A.I.M.), расшифровывается как Агентство инновационной механики (англ. Advanced Idea Mechanics) — преступная организация, появляющаяся в американских комиксах издательства Marvel Comics. В большинстве версий представляет собой аналитический центр блестящих учёных, посвятивших себя свержению правительств по всему миру с помощью технологических средств. Организация зародилась как филиал Гидры, созданной бароном Вольфгангом фон Штрукером. Именно учёные А.И.М. ответственны за создание Космического куба, Супер-Адаптоида и МОДОКа, последний из которых является ведущим сотрудником организации, а в некоторых версиях — её лидером.
Вне комиксов А.И.М. появлялась в нескольких медиа-адаптациях, включая кино, телесериалы и видеоигры. Организация дебютировала в рамках медиафраншизы «Кинематографическая вселенная Marvel» в фильме «Железный человек 3» (2013), где её возглавлял Олдрич Киллиан.

## Вымышленная история команды
А.И.М зародилась в конце Второй мировой войны, когда барон Вольфганг фон Штрукер создал две ветви от организации «Гидра» под названием Advanced Idea Mechanics и Secret Empire. Целью А.И.М. была разработка передового оружия для «Гидры». Они были близки к разработке и созданию ядерного оружия, когда остров «Гидры» был захвачен американскими и японскими войсками.
У А.И.М. было множество встреч с различными супергероями и суперзлодеями. Организация отвечала за выведение Красного Черепа из анабиоза. Фабрика А.И.М. по производству андроидов, находящаяся в болотах Флориды, однажды подверглась налёту «Щ.И.Т.а».  В результате этих событий компания Royale была дискредитирована, а штаб-квартира А.И.М. уничтожена.
А.И.М. нанимала Батрока Прыгуна для того, чтобы добыть взрывчатое вещество под названием Inferno 42, и натравила химического андроида на Ника Фьюри и Капитана Америку. А.И.М. также отправили своего специального агента, Киборга, против Капитана Америки. А.И.М. была вовлечена в стычку с международным преступным синдикаторм Maggia. Также организация однажды захватила Железного человека в попытке проанализировать и воспроизвести его доспехи. МОДОК и А.И.М. были ответственны за непродолжительное превращение Бетти Росс в женщину-птицу, подвергшуюся гамма-облучению, по имени Гарпия. А.И.М. направила своего специального агента Деструктора, чтобы захватить Мисс Марвел.

## История публикации
А.И.М. впервые появилась в комиксе Strange Tales #146 (июль 1966), представляя собой филиал организации, известной как ОНИ, что было выявлено в Strange Tales #147 (август 1966), более крупной организации, упомянутой в Strange Tales # 142 (март 1966) и дебютировавшей в Tales of Suspense #78 (июнь 1966) несколькими месяцами ранее. Позже выяснилось, что ОНИ была головной организацией Тайной Империи и на самом являлась новым воплощением ранее распущенной организации Гидра, о чём стало известно в Strange Tales #149 (октябрь 1966).

## Вне комиксов

### Телевидение
- Агенты А.И.М. появляются в эпизодической роли в воспоминаниях, изображённых в эпизоде «Приключение Людей Икс» мультсериала «Человек-паук и его удивительные друзья» (1981), однако название организации не упоминается.
- А.И.М. появляется в мультсериале «Железном человеке» (1996).
- А.И.М. появляется в мультсериале «Железный человек: Приключения в броне» (2009), где её ведущими учёными выступают Контролёр и МОДОК.
- А.И.М. появляется в мультсериале «Мстители: Величайшие герои Земли» (2010).
- А.И.М. появляется в аниме «Росомаха» (2011).
- А.И.М. появляется в мультсериале «Мстители, общий сбор!» (2013).
- А.И.М. появляется в мультсериале «Человек-паук» (2017).
- А.И.М. появляется в мультсериале «МОДОК» (2021)[2].

### Кино
- А.И.М. появляется в анимационном фильме Iron Man: Rise of Technovore (2013).
- А.И.М. появляется в фильме «Железный человек 3» (2013), действие которого разворачивается в рамках медиафраншизы «Кинематографическая вселенная Marvel». Эта версия представляет собой санкционированный правительством и финансируемый из частных источников аналитический центр, основанный Олдричем Киллианом[3], которая занимается разработкой вируса Экстремис и проектированием брони «Железный патриот»[4].

### Видеоигры
- Солдаты А.И.М. и атакующие боты появляются в игре Marvel: Ultimate Alliance (2006).
- А.И.М. появляется в игре Iron Man (2008)[5][6].
- А.И.М. появляется в версиях Spider-Man: Web of Shadows (2008) для PS2 и PSP, где организация заключает союз со Спенсером Смайтом.
- Агенты А.И.М. появляются в Marvel Super Hero Squad (2009).
- А.И.М. появляется в игре Iron Man 2 (2009).
- А.И.М. и её ответвление Р.Э.Й.Д. появляются в Marvel: Avengers Alliance (2012) для Facebook.
- А.И.М. появляется в игре Iron Man 3: The Official Game (2013).
- А.И.М. появляется в Marvel Heroes (2013) во главе с МОДОКом и в сотрудничестве с Чародеем и Доктором Осьминогом.
- А.И.М. появляется в Lego Marvel Super Heroes (2013).
- Арена под названием «AIMbrella», представляющая собой комбинацию названий организаций А.И.М. и Umbrella из серии игр Resident Evil появляется в игре Marvel vs. Capcom: Infinite (2017)[7].
- Агенты А.И.М. появляются в игре Lego Marvel Super Heroes 2 (2017).
- А.И.М. упоминается в игре Spider-Man (2018) в качестве инвестора Отто Октавиуса[8].
- А.И.М. появляется в игре Marvel Strike Force (2018)[9].
- А.И.М. появляется в игре Avengers (2020)[10].

### Живое выступление
А.И.М. появляется в шоу Marvel Universe Live!.

## Критика
Comic Book Resources поместил А.И.М. на 6-е место среди «10 лучших злодеев Мстителей категории B», на 7-е место среди «10 самых могущественных секретных организаций в комиксах Marvel», а также на 10-е место среди «10 самых зловещих организаций в комиксах». Дэнни Д’Амико, рассматривая 10 худших поступков организации, написал, что А.И.М. — «это сила, с которой нужно считаться». Он добавил, что «первоначально начав как часть „Гидры“, позже они заняли более видное положение, дистанцировавшись от своих бывших союзников и прокладывая себе путь зла». Перед выходом игры Marvel’s Avengers, в которой А.И.М. являются основными антагонистами, Джон Аткинсон из Screen Rant отмечал, что включение организации «в качестве главных злодеев может, в конце концов, открыть двери для некоторых интересных потенциальных сюжетных линий». Кроме этого, он подчёркивал печально известные творения А.И.М. — МОДОКа и Космический куб. Его коллега Кофи Оутлоу писал, что «организация известна тем, что вербует лучшие умы в области бизнеса, математики, механики и естественных наук, а затем использует этот интеллект в злых целях».